# Том кха кай
Том кха кай (Тай: ต้มข่าไก่, RTGS: tom kha kai, IPA: [tôm kʰàː kàj]; лаоски език: ຕົ້ມຂ່າໄກ່, tom kha kai, буквален превод: супа от пиле и галангал) или том кха гай, е традиционна супа в кухните на Тайланд и Лаос.

## Съставки
Основните съставки на супата са галангал, кокосово мляко, пилешки гърди, лимонова трева, сок от зелен лимон, рибен сос, тайланско чили и гъби.